# 生瀬克己
生瀬 克己（なませ かつみ、1942年（昭和17年）5月10日 - 2008年（平成20年）2月1日）は、差別問題研究者。
大阪府生まれ。1966年桃山学院大学経済学部卒、1974年大阪市立大学大学院経済学研究科博士課程満期退学、桃山学院大学社会学部助教授、1986年教授、1989年文学部教授、2002年法学部教授、2007年12月名誉教授。

## 編著書
- 『「孤独」と「放置」の精神史 障害者たちの「近世」・年表編』千書房、1983
- 『障害者だから不幸なのか』三一新書、1988
- 『近世日本の障害者と民衆』三一書房、1989
- 『障害者問題入門』解放出版社、1991
- 『<障害>にころされた人びと 昭和の新聞報道にみる障害の者(障害者)と家族』千書房、1993
- 『障害者と差別表現』明石書店、1994
- 『日本の障害者の歴史 近世篇』明石書店、1999
- 『共生社会の現実と障害者 二一世紀を生きる障害者のために』明石書店、2000
- 『心のかけはし 障害とともに歩む社会を』和歌山人権研究所 人権ブックレット、2005

### 編・補訂
- 『障害者と差別語 健常者への問いかけ』編 明石書店、1986
- 『近世障害者関係史料集成』編 明石書房、1996
- 大隈三好『盲人の生活』補訂 雄山閣出版、1998 生活史叢書

## 参考
- 「生瀬克己教授略歴および主要著作目録 (生瀬克己教授追悼号)」『桃山学院大学人間科学』第35号、2008年7月、491-500頁、ISSN 0917-0227、NAID 110006828987。